# Пикки, Армандо
Армандо Пикки (итал. Armando Picchi; 20 июня 1935, Ливорно — 26 мая 1971, Сан-Ремо) — итальянский футболист, полузащитник, тренер.

## Биография
Футболом начал заниматься в родном городе в «Ливорно», провёл 5 сезонов в команде, сыграл 105 матчей и забил 5 мячей. В 1957 был нанят клубом СПАЛ, провёл там один сезон, сыграл 27 матчей, забил 1 гол, команда заняла высокое 5 место в Серии А. В следующем сезоне он был куплен миланским «Интер», за большую сумму по тем временам. В чёрно-синей форме нередко выходил с капитанской повязкой. Провёл 7 лет играя за «Интернационале», сыграл 257 матчей и забил 2 гола. В 1967 был продан клубу «Варезе», в котором провёл 2 года.
В национальной сборной Италии дебютировал 4 ноября 1964 в матче против Финляндии (6:1). 6 апреля 1968 года сыграл последний матч за Италию, сыграл против Болгарии, в том матче получил травму таза.
В сезоне 1968/1969 выступал как играющий тренер в «Варезе», итогом его работы стало понижение в Серию В. В следующем году принял тренировать «Ливорно», занял 9 место в серии В. В 1970 году его неожиданно назначили тренером «Ювентуса», с командой занял 4 место.
Он умер 27 мая 1971 года, не дожив до 36 лет. В день похорон всё Ливорно было остановлено, все магазины были закрыты с 17:30 до 19:00 в память об Армандо. В 1971 в честь него было названо «Trofeo Nazionale di Lega Armando Picchi». В 1990 году стадион Арденза в Ливорно был назван в память о Пикки.

## Достижения
- Чемпион Серии А: 1962/1963, 1964/1965, 1965/1966
- Обладатель кубка Лиги Чемпионов: 1963/1964, 1964/1965
- Обладатель межконтинентального кубка: 1964, 1965

## Память
- В октябре 1970-го, был основан футбольный клуб Armando Picchi Calcio, выступающий ныне в итальянской Промозионе (6-я ступень в системе футбольных лиг Италии).
- В 1990-м, домашний стадион клуба Ливорно был переименован в стадион Армандо Пикки.